# Denis Ngandé
Denis Ngandé, né en 1920 à Babouantou et mort le 28 février 1978, est un prélat catholique camerounais, qui fut le premier évêque de Bafoussam.

## Biographie
Il est ordonné prêtre le 3 juin 1950. Paul VI le nomme évêque de Bafoussam le 5 février 1970. Lorsqu'il meurt brutalement d'une crise cardiaque le 28 février 1978, le siège reste vacant pendant un an, puis André Wouking lui succède.